# Boisot

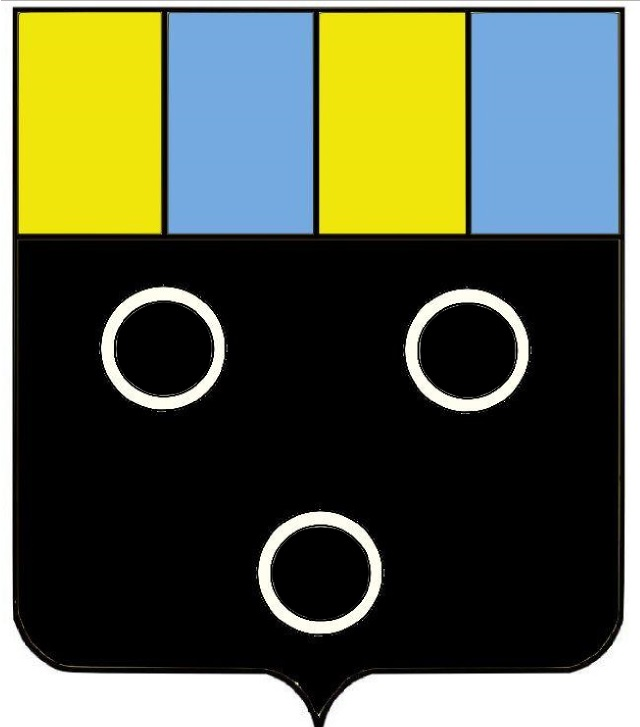
Blasoen

Boisot is een Bourgondische familie die verhuisde van Dijon naar de Nederlanden, daar werd geadeld en zich integreerde in de geslachten van Brussel. 

## Geschiedenis
Een zekere Jacques Boisot was in de 15e eeuw notaris in Dijon. Zijn afstammelingen vestigden zich in Brussel en bekleedden verschillende ambten in dienst van het Bourgondisch-Habsburgse hof. Ze werden geadeld en verwierven een aanzienlijk fortuin: ridder Pierre Boisot bezat de heerlijkheden Huizingen, Buizingen, Ruart, Eizingen, Tourneppe, enz. In de 16e familie raakte de familie verscheurd door de godsdiensttwisten. De geuzenleiders Charles en Louis de Boisot zagen hun vermogen verbeurd verklaard, maar herstelden zich in het opstandige Holland en Zeeland, waar ze sneuvelden.

## Stamboom
De Brabantse tak van de familie Boisot ging huwelijksallianties aan met de families Micault en Tassis. Dit is hun (incomplete) stamboom:
- Benoît Boisot, frutier du Parcq in Brussel, getrouwd met Antoinette de Brégille en met Antoinette de la Deuze
  - Didier Boisot († 24 januari 1545), ontvanger-generaal van Margaretha van Oostenrijk, getrouwd met Joanna Salomé († 31 oktober 1532)
    - Charles I Boisot (7 december 1502 – 10 december 1546), lid van de Grote Raad van Mechelen en staatsman onder keizer Karel V, getrouwd met Margriet van Tassis († 10 juli 1596)
      - Charles II Boisot, geheim- en staatsraad, getrouwd met Adrienne de la Torre
      - Vier andere kinderen

    - Zes andere kinderen

  - Pierre I Boisot († 1528), rekenmeester van Brabant, getrouwd met Gilette Despretz († 1517) en Barbe van Kriekengys
    - Pierre II Boisot († 18 oktober 1561), thesaurier-generaal, getrouwd met Louise de Tisnacq († 29 maart 1569)
      - Marie Boisot (7 mei 1529 – 22 juni 1579), getrouwd met Nicolas Micault († augustus 1589)
        - Leonard Micault, getrouwd met Catherine d'Halmale
          - Anne-Marie Micault, getrouwd met Nicolaas van Varick, burggraaf van Brussel
            - Marguerite-Françoise van Varick, getrouwd met Jean-Frédéric vander Gracht, hoogbaljuw van het Land van Waas
              - Anne-Louise vander Gracht, getrouwd met Roger-Wauthier vander Noot, baron van Carlo (1644-1710) 

      - Charles de Boisot (ca. 1530-1575), geuzenleider, getrouwd met Maria de Fonseca fa Anthoine († 1564), zonder nageslacht
      - Louis de Boisot (1530-1576), geuzenadmiraal, getrouwd met Margaretha van Dorpe, zonder nageslacht
      - Louise Boisot de Rouha (ca. 1538 – 10 juli 1610), getrouwd met Leonard van Tassis
      - Juliana Boisot, getrouwd met Jacob Taye
      -  Joanna Boisot, getrouwd met Filips Coebel en David van Valkenstein

    - Catherine Boisot († 24 mei 1589), getrouwd met Charles de Tisnacq (ca. 1500-1573)
    -  Jean Boisot († 1602), botanicus, getrouwd met Anna du Maij

## Voetnoten
1. ↑  Naamvarianten: Boissot, Boisset, Boysoth, Boisoit e.a.